# István Tóth (Ringer)
István Tóth (* 3. Oktober 1951 in Szolnok) ist ein ehemaliger ungarischer Ringer. Er war Silbermedaillengewinner bei den Olympischen Spielen 1980 in Moskau und Weltmeister 1979 und 1981 im griechisch-römischen Stil im Federgewicht.

## Werdegang
István Tóth begann als Jugendlicher mit dem Ringen. Er gehörte dem Egri Vasas Birkózó club (Ringerclub Vasas Eger) an. István Tóth bekam in der ungarischen Ringernationalmannschaft, in die er 1975 aufgenommen wurde, von Nationaltrainer Csaba Hegedűs den letzten Schliff zu einem Weltklasseringer. Ungarischer Meister wurde Tóth, der ausschließlich im griechisch-römischen Stil rang, erstmals im Jahre 1973 im Federgewicht. Bis zu seinem ersten Einsatz bei einer internationalen Meisterschaft musste er aber bis 1976 warten, weil ihm vom ungarischen Ringerverband László Réczi, der auf der intern. Ringermatte sehr erfolgreich war, vorgezogen wurde. Bei der Europameisterschaft 1976 in Leningrad gewann Tóth im Federgewicht nur einen Kampf und musste sich mit dem 9. Platz zufriedengeben.
Sein nächster Einsatz erfolgte dann erst bei der Europameisterschaft 1978 in Oslo. Dieses Mal zeigte Tóth sehr gute Kämpfe und gewann mit vier Siegen die Bronzemedaille. Er gewann dabei auch über den hoch favorisierten Kazimierz Lipień aus Polen. Lipień wurde aber trotzdem Europameister, weil Tóth gegen den Rumänen Ion Păun verlor.
1979 wurde Tóth in Bukarest Vizeeuropameister nach einer Endkampf-Niederlage gegen Stylianos Migiakis aus Griechenland. Die Weltmeisterschaft des gleichen Jahres verlief für ihn noch erfolgreicher, denn er wurde mit fünf Siegen Weltmeister.
Bei den Olympischen Spielen 1980 in Moskau gelangen Tóth u. a. Siege über die Weltklasseathleten Ivan Frgić aus Jugoslawien und Boris Kramarenko aus der UdSSR. Im Kampf um die Goldmedaille unterlag er aber wieder seinem Angstgegner Stylianos Migiakis. In diesem Kampf standen beide Ringer mit je zwei Verwarnungen wegen Passivität kurz vor der Disqualifikation. Die Kampfrichter entschieden sich dann aber wenige Sekunden vor Ende des Kampfes dafür, Tóth die dritte Verwarnung zu erteilen, was diesem den Olympiasieg kostete. Für István Tóth eine sehr harte Entscheidung.
1981 wurde Tóth, der die Enttäuschung von Moskau überwunden hatte, zum zweiten Male Weltmeister im Federgewicht. Im Finale besiegte er dabei den Polen Ryszard Swierad mit 7:6 Punkten. 1982 gewann Tóth dann bei der Europameisterschaft in Warna mit dem 3. Platz im Federgewicht seine letzte Medaille.
1984 startete er noch ohne Erfolg bei der Europameisterschaft in Jönköping, trat aber dann vom internationalen Wettkampfgeschehen zurück, zumal sich Ungarn dem Olympiaboykott von Los Angeles der Ostblockstaaten angeschlossen hatte.

## Internationale Erfolge
(OS = Olympische Spiele, WM = Weltmeisterschaft, EM = Europameisterschaft, GR = griechisch-römischer Stil, Fe = Federgewicht, damals bis 62 kg Körpergewicht)
- 1976, 9. Platz, EM in Leningrad, GR, Fe, mit einem Sieg über Roland Werner, DDR und Niederlagen gegen Stylianos Migiakis, Griechenland und Suren Nalbandjan, UdSSR;
- 1978, 3. Platz, EM in Oslo, GR, Fe, mit Siegen über Holmkwist, Schweden, Herwig, Norwegen, Thomas Passarelli, BRD und Kazimierz Lipień, Polen und einer Niederlage gegen Ion Păun, Rumänien;
- 1979, 2. Platz, EM in Bukarest, GR, Fe, mit Siegen über Michel Vejsada, CSSR, Jean-Pierre Mercader, Frankreich, Thomas Passarelli, Lars Malmkvist, Schweden und Kazimierz Lipień und einer Niederlage gegen Stylianos Migiakis;
- 1979, 1. Platz, WM in San Diego, GR, Fe, mit Siegen über Douglas Kats, Kanada, Morten Brekke, Norwegen, Farchat Mustafin, UdSSR, Abdurrahim Kuzu, USA und Lars Malmkwist;
- 1980, 2. Platz, Großer Preis der BRD in Aschaffenburg, GR, Fe, hinter Ion Păun und vor Nelson Dawidjan, UdSSR, Jean-Pierre Mercader, Piotr Michalik, Polen und Lars Malmkvist;
- 1980, 2. Platz, Turnier in Västerås, GR, Fe, hinter Boris Kramarenko, UdSSR und vor Ryszard Swierad, Polen;
- 1980, Silbermedaille, OS in Moskau, GR, Fe, mit Siegen über Sanay Ghulam, Afghanistan, Panajot Kirow, Bulgarien, Radvan Karout, Syrien, Boris Kramarenko und Ivan Frgić, Jugoslawien und einer Niederlage gegen Stylianos Migiakis;
- 1981, 5. Platz, EM in Göteborg, GR, Fe, mit Siegen über Lars Malmkvist, Ion Tecuseanu, Rumänien, Hannu Övermark, Finnland und Niederlagen gegen Ryszard Swierad und Farhat Mustafin;
- 1981, 1. Platz, WM in Oslo, GR, Fe, mit Siegen über Carlo Fanelli, Italien, Esat Mefin, Türkei, Morten Brekke, Seichi Osanei, Japan und Ryszard Swierad;
- 1982, 3. Platz, EM in Warna, GR, Fe, hinter Rafail Nasibulow, UdSSR und Panajot Kirow und vor Gilles Jalabert, Frankreich, Ryszard Swierad und Lars Malmkvist;
- 1982, 5. Platz, WM in Kattowitz, GR, Fe, hinter Ryszard Swierad, Rafail Nasibulow, Panajot Kirow und Hanno Övermark und vor Lars Malmkwist;
- 1984, 7. Platz, EM in Jönköping, GR, Fe, nach Niederlagen gegen Sliwko Wangelow, Bulgarien und Morten Brekke

## Ungarische Meisterschaften
István Tóth wurde 1973, 1974, 1976, 1977, 1978, 1980, 1981, 1982 und 1984 ungarischer Meister im Federgewicht im griechisch-römischen Stil.